# Je blik richting mij
Je blik richting mij is een single van de Nederlandse YouTube/muziek-groep Bankzitters uit 2022.

## Achtergrond
Je blik richting mij is geschreven door Koen van Heest, Milo ter Reegen, Raoul de Graaf, Robbie van de Graaf, Matthyas het Lam en Rutger van Eck en geproduceerd door Russo. Het lied is een bewerking van het nummer L'amour toujours van Gigi D'Agostino uit 2001. Het is een nederpoplied waarin de artiesten zingen over een vrouw aan wie ze steeds moeten denken. Het lied kan ook onder de genres teen pop, synthpop of dancepop worden geschaard. De single heeft in Nederland de platina status.
De Bankzitters had eerder succes met Stapelgek, een parodie op het geluid van boybands. Je blik richting mij was niet bedoeld als parodie, maar werd als een serieuze single uitgebracht. De leden van de muziekgroep vertelden zelf dat ze weten dat hun zang niet sterk is. Ze voegden eraan toe dat als de zang zo slecht is, de rest wel goed moet zijn. Hiermee doelden ze op de videoclip. Het lied zelf was al gemaakt in november 2021, maar de single met videoclip werd pas gereleaset op 14 februari 2022. In de videoclip, die werd geregisseerd door Sifra van Beugen, zijn de artiesten te zien terwijl ze ieder op een andere dame vallen. De dames komen op een gegeven moment naar de jongens toe, maar slechts om hun honden te aaien.
Met het nummer wisten de Bankzitter is januari 2023 een Zapp Award te winnen in de categorie Beste Track.

## Hitnoteringen
Het lied was bij uitbrengen een groot succes. Het werd in de eerste week anderhalf miljoen keer gestreamd en had na vier dagen een miljoen weergaven op YouTube. Door deze online aandacht kwam het nummer op de eerste plaats binnen in de Single Top 100. Dit was de enige week dat het op de eerste plaats stond. In totaal was het vijftien weken in deze hitlijst te vinden. In de Nederlandse Top 40 had het minder succes. Het kwam het daar tot veertiende plaats in de vijf weken dat het in de lijst stond.

### NPO Radio 2 Top 2000
| Nummer met noteringen in de NPO Radio 2 Top 2000 | '22 | '23 | '24 |
| ------------------------------------------------ | --- | --- | --- |
| Je blik richting mij                             | 370 | 145 | 316 |

1. ↑  Een vetgedrukt getal geeft de hoogste notering aan.
2. ↑  2022 was het eerste jaar met een notering voor dit nummer.